# Franciskus Accursius

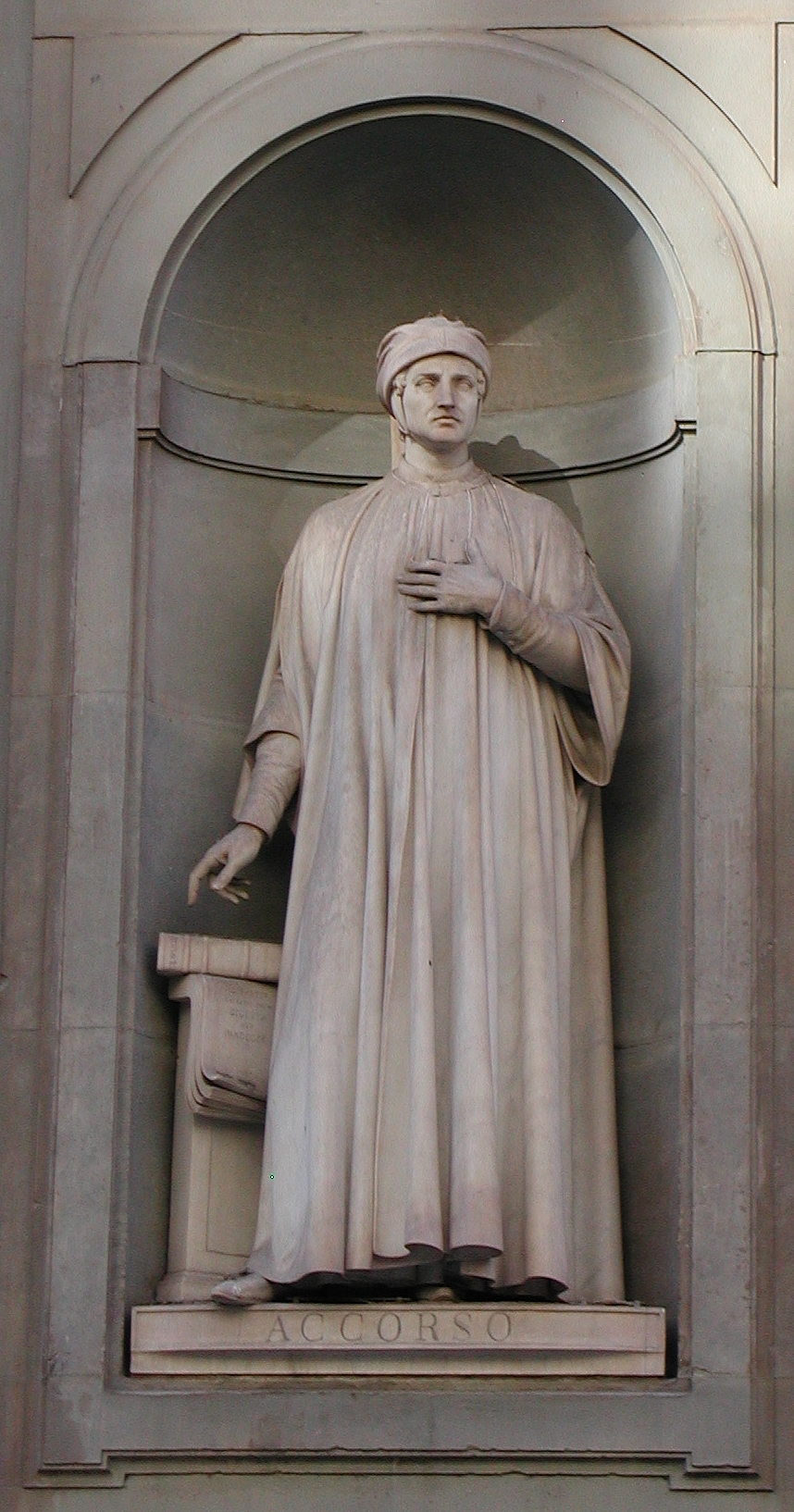
Franciskus Accursius

Franciskus Accursius, italienska Francesco Accorso, född omkring 1182 i Florens, död omkring 1260 i Bologna, var en italiensk jurist, känd för sin sammanställning av medeltidens kommentarer (glossa) till Corpus juris civilis, Justinians kodifiering av romersk rätt.
Franciskus Accursius var elev till Azo och praktiserade som jurist i sin hemstad, tills han utsågs till professor vid universitetet i Bologna, där han hade stor framgång som föreläsare. Så företog han sig att sammanställa de tiotusentals kommentarerna till Corpus juris civilis, Institutes och Digests, till en bok, som senare kommit att kallas Glossa ordinaria eller magistralis. Den består av mer än 100 000 kommentarer. Han betraktades som en av de främsta glossatorerna.
Hans son med samma namn, Franciskus (1225-1293), övertog faderns professur, följde därefter Edward I av England på korståget 1273, och blev senare lektor i juridik vid universitetet i Oxford.